# برادلی الای
برادلی الای (به انگلیسی: Bradley Ally) (زادهٔ ۱۱ دسامبر ۱۹۸۶) شناگر اهل باربادوس است.